# Бєлина
Бєлина (хорв. Bjelina) — населений пункт у Хорватії, у Задарській жупанії у складі міста Бенковаць.

## Населення
Населення за даними перепису 2011 року становило 92 осіб.
Динаміка чисельності населення поселення:

## Клімат
Середня річна температура становить 13,06 °C, середня максимальна – 27,49 °C, а середня мінімальна – -1,16 °C. Середня річна кількість опадів – 925 мм.
| Клімат поселення                              | Клімат поселення | Клімат поселення | Клімат поселення | Клімат поселення | Клімат поселення | Клімат поселення | Клімат поселення | Клімат поселення | Клімат поселення | Клімат поселення | Клімат поселення | Клімат поселення | Клімат поселення |
| Показник                                      | Січ.             | Лют.             | Бер.             | Квіт.            | Трав.            | Черв.            | Лип.             | Серп.            | Вер.             | Жовт.            | Лист.            | Груд.            |                  |
| Середній максимум, °C                         | 9,46             | 10,26            | 13,20            | 16,59            | 21,43            | 25,24            | 27,49            | 27,16            | 22,78            | 18,00            | 12,75            | 9,76             |                  |
| Середня температура, °C                       | 4,16             | 4,94             | 7,88             | 11,28            | 16,12            | 19,92            | 23,23            | 22,92            | 18,52            | 13,74            | 8,51             | 5,51             |                  |
| Середній мінімум, °C                          | −1,16            | −0,39            | 2,57             | 5,96             | 10,81            | 14,62            | 18,99            | 18,67            | 14,28            | 9,49             | 4,24             | 1,28             |                  |
| Норма опадів, мм                              | 75               | 70               | 74               | 81               | 68               | 66               | 41               | 55               | 90               | 99               | 112              | 94               |                  |
| Середньомісячна швидкість вітру, м/с          | 2.04             | 2.22             | 2.44             | 2.40             | 2.14             | 1.92             | 1.94             | 1.79             | 1.90             | 1.96             | 2.30             | 2.27             |                  |
| Середньомісячна сонячна радіація, кДж/м²·день | 5150             | 7833             | 11457            | 16082            | 20086            | 22395            | 24233            | 21222            | 15698            | 10060            | 5541             | 4378             |                  |
| --------------------------------------------- | ---------------- | ---------------- | ---------------- | ---------------- | ---------------- | ---------------- | ---------------- | ---------------- | ---------------- | ---------------- | ---------------- | ---------------- | ---------------- |
| Джерело:                                      |                  |                  |                  |                  |                  |                  |                  |                  |                  |                  |                  |                  |                  |